# Futbol Club Barcelona 1995-1996

## Rosa
| N. |                   | Ruolo | Calciatore         |
| -- | ----------------- | ----- | ------------------ |
| 2  | Spagna (bandiera) | D     | Albert Ferrer      |
| 4  | Spagna (bandiera) | C     | Josep Guardiola    |
| 12 | Spagna (bandiera) | D     | Sergi Barjuan      |
| 1  | Spagna (bandiera) | P     | Carles Busquets    |
| 16 | Spagna (bandiera) | C     | Óscar              |
| 24 | Spagna (bandiera) | C     | Roger García       |
| 19 | Spagna (bandiera) | D     | Lluís Carreras     |
| 28 | Spagna (bandiera) | C     | Toni Velamazán     |
| 8  | Spagna (bandiera) | C     | Guillermo Amor     |
| 20 | Spagna (bandiera) | D     | Miguel Ángel Nadal |
| 25 | Spagna (bandiera) | D     | Quique Álvarez     |
| 26 | Spagna (bandiera) | C     | Albert Celades     |
| 30 | Spagna (bandiera) | P     | Francesc Arnau     |
| 18 | Spagna (bandiera) | C     | José Mari Bakero   |
| 3  | Spagna (bandiera) | D     | Abelardo           |
| 22 | Spagna (bandiera) | P     | Julen Lopetegui    |

| N. |                                 | Ruolo | Calciatore                       |
| -- | ------------------------------- | ----- | -------------------------------- |
| 33 | Spagna (bandiera)               | P     | Jesús Angoy                      |
| 10 | Spagna (bandiera)               | A     | Ángel Manuel Cuéllar             |
| 23 | Spagna (bandiera)               | C     | Iván de la Peña                  |
| 27 | Spagna (bandiera)               | A     | Juan Carlos Moreno               |
| 15 | Spagna (bandiera)               | C     | Iván Iglesias                    |
| 11 | Romania (bandiera)              | C     | Gheorghe Hagi                    |
| 5  | Romania (bandiera)              | D     | Gheorghe Popescu                 |
| 14 | Paesi Bassi (bandiera)          | C     | Jordi Cruijff                    |
| 7  | Portogallo (bandiera)           | C     | Luís Figo                        |
| 9  | Bosnia ed Erzegovina (bandiera) | A     | Meho Kodro                       |
| 21 | Croazia (bandiera)              | C     | Robert Prosinečki                |
| 32 | Spagna (bandiera)               | A     | Francisco Javier García Pimienta |
| 34 | Spagna (bandiera)               | A     | Juan José Carricondo             |
| 35 | Spagna (bandiera)               | C     | Francisco Rufete                 |
| 31 | Spagna (bandiera)               | C     | Josep Setvalls                   |
| 29 | Spagna (bandiera)               | D     | Xavier Roca Mateo                |

### Staff tecnico
- Allenatore:  Johan Cruijff, poi dalla 41ª giornata  Carles Rexach